# Wilhelm Prentzel
Wilhelm Prentzel (* 28 de julio de 1878 en Hagen; † 2 de mayo de 1945 en Berlín) fue un militar alemán que llegó a almirante de la armada de la Alemania nazi en la Segunda Guerra Mundial.

## Vida
Prentzel ingresó el 7 de abril de 1896 en la Marina Imperial como guardiamarina y terminó su formación marinera a bordo del crucero-fragata Stosch entre otros, antes del 20 de septiembre de 1898, cuando pasó a la Escuela Naval. Allí ascendió el 1 de enero de 1899 a alférez de fragata y el 30 de septiembre de 1899 al grado intermedio de Leutnant zur See. Pasó los siguientes seis meses a bordo de la corbeta acorazada Sachsen y luego sirvió como oficial de guardia hasta el 20 de marzo de 1902 en los buques escuelas Moltke y Stosch. Ascendido a alférez de navío el 15 de marzo de 1902, fue destinado a la Escuadra de Asia Oriental hasta septiembre de 1905. A su regreso a Alemania, quedó como oficial de guardia del crucero ligero Hamburg, hasta mediados de abril de 1907, pasando luego a los navíos de línea Kaiser Wilhelm II y Deutschland. El 28 de septiembre de 1906 ascendió a teniente de navío. Prentzel fue después destinado como ayudante al estado mayor de la Estación Naval del Báltico y del 1 de octubre de 1908 al 14 de septiembre de 1910 como oficial de navegación a los cruceros ligeros Hamburg y Dresden. Luego volvió como ayudante al estado mayor de la Estación Naval del Báltico hasta el 30 de septiembre de 1912 y al día siguiente fue destinado como oficial de navegación al crucero protegido Moltke, donde el 6 de septiembre de 1913 ascendió a capitán de corbeta. Con el mismo cargo pasó el 23 de junio de 1914 al crucero protegido  Seydlitz, donde permaneció al estallar la Primera Guerra Mundial y hasta mediados de junio de 1917, cuando pasó a ser primer oficial de estado mayor y desde enero hasta agosto de 1918 jefe de Estado Mayor. Al mismo tiempo ejerció el mando del crucero ligero Niobe del 1 de diciembre de 1917 al 12 de agosto de 1918. Del 4 de septiembre al 18 de diciembre de ese año mandó el crucero ligero Bremse.
Terminada la guerra, Prentzel fue admitido en la Reichsmarine y el 5 de febrero de 1920 ascendió a capitán de fragata y el 30 de noviembre siguiente a capitán de navío. Como tal fue jefe de Estado Mayor de la Estación Naval del Mar del Norte hasta fines de septiembre de 1921 y hasta el 14 de febrero de 1924 Jefe de Sección del Departamento Náutico (BH) de la Oficina Naval (Allgemeines Marineamt). Luego mandó el navío de línea Elsass hasta el 22 de septiembre de 1925 y hasta fines de septiembre de 1927 fue Comandante de las Fuerzas Navales del Mar del Norte, ascendiendo el 1 de octubre de 1926 a contraalmirante. El 4 de octubre de 1927 fue nombrado jefe de la Oficina Naval del Ministerio de Defensa y un año después, el 1 de octubre de 1928, ascendió a vicealmirante. El 15 de noviembre de 1930 Prentzel pasó a la situación de disponible y el 30 de noviembre de 1930 fue jubilado al mismo tiempo que se le dio el título honorífico de almirante.
El 1 de enero de 1939 volvió Prentzel a quedar a disposición de la Kriegsmarine y el 25 de agosto se le nombró Encargado de la Armada para Prusia Oriental, siendo relevado ya el 9 de septiembre y quedando como disponible a las órdenes del Comandante en jefe de la Kriegsmarine hasta su jubilación definitiva el 30 de noviembre de 1944. Entremedias, ascendió a almirante el 1 de febrero de 1941.

## Condecoraciones
- Cruz de Hierro (1914) de 2ª y 1ª Clase[1]
- Cruz de Caballero de la Real Orden de la Casa de Hohenzollern con Espadas[1]
- Orden del Águila Roja de 4ª Clase con Corona[1]
- Cruz de Servicios Distinguidos de Prusia[1]
- Cruz de Méritos Militares de Baviera de 4ª Clase con Espadas y Corona[1]
- Cruz de Federico-Agusto de 2ª y 1ª Clase[1]